# Marybeth Massett
Marybeth Massett (* 20. Jahrhundert) ist eine US-amerikanische Schauspielerin.

## Leben
Massett spielte die Rolle Haley Cayce in der Fernsehserie Veritas: The Quest (2003–2004). Sie hatte einen Gastauftritt in der Serie Star Trek: Deep Space Nine (1997) und spielte in den Filmen The Social Network (2010) und Trigger Finger (2012), sowie in den Kurzfilmen The Seer (2009), an dem sie auch als Produzentin mitwirkte, und Slick (2010).

## Filmografie
- 1997: Star Trek: Deep Space Nine (Fernsehserie, eine Folge)
- 2003–2004: Veritas: The Quest (Fernsehserie, vier Folgen)
- 2009: The Seer (Kurzfilm)
- 2010: The Social Network
- 2010: Slick (Kurzfilm)
- 2012: Trigger Finger